# Павичи
Павичи (серб. Павићи / Pavići) — село в общине Баня-Лука Республики Сербской Боснии и Герцеговины. Население составляет 281 человек по переписи 2013 года.

## Население

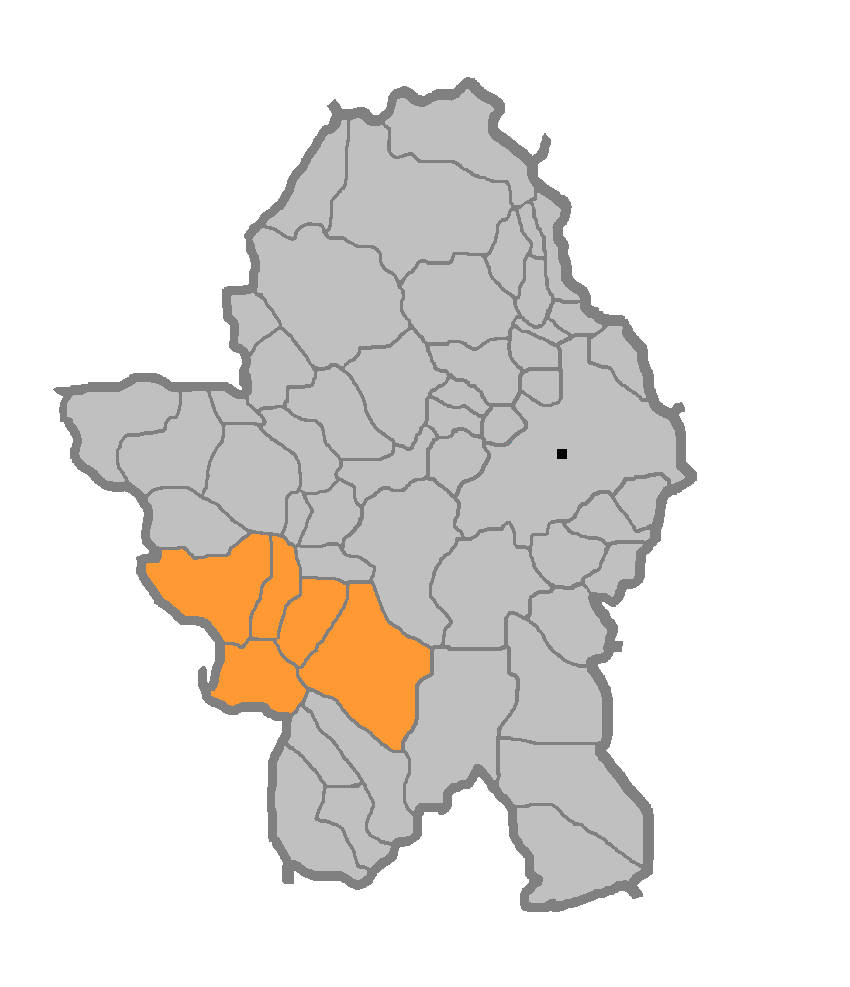
Павичи и их территория на карте общины Баня-Лука